# Gehwegplatte

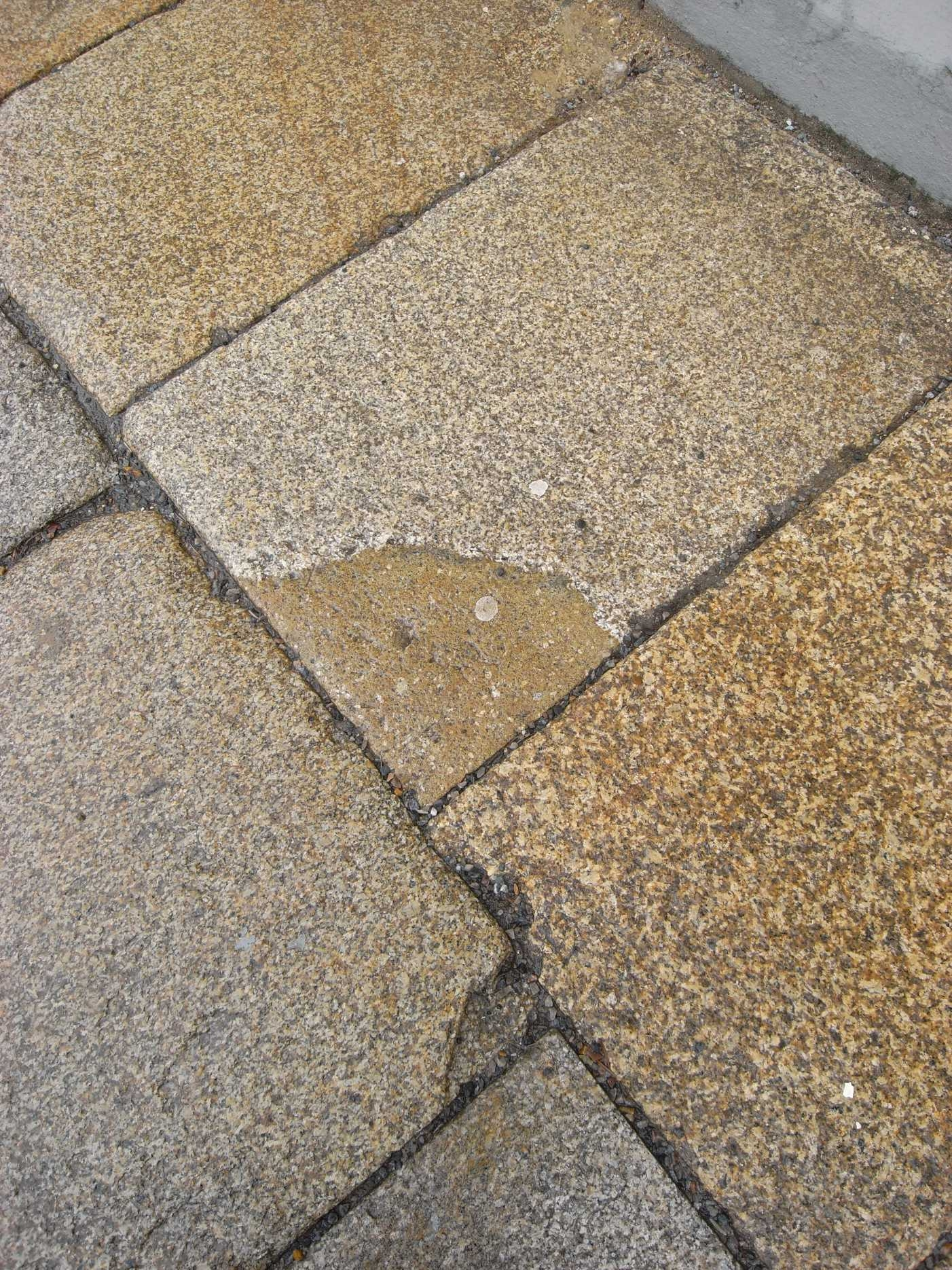
Gehwegplatten aus Granit in Chemnitz (ca. 80 Jahre alt)

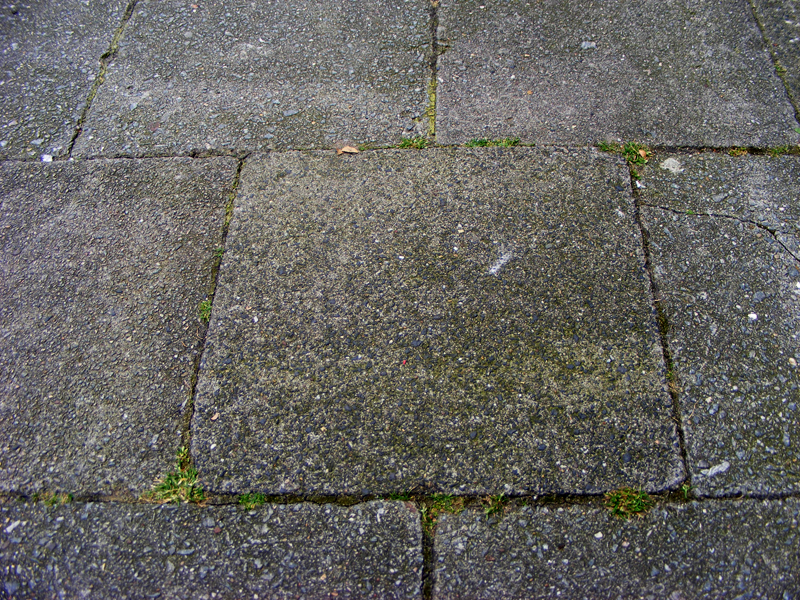
Gehwegplatten aus Beton

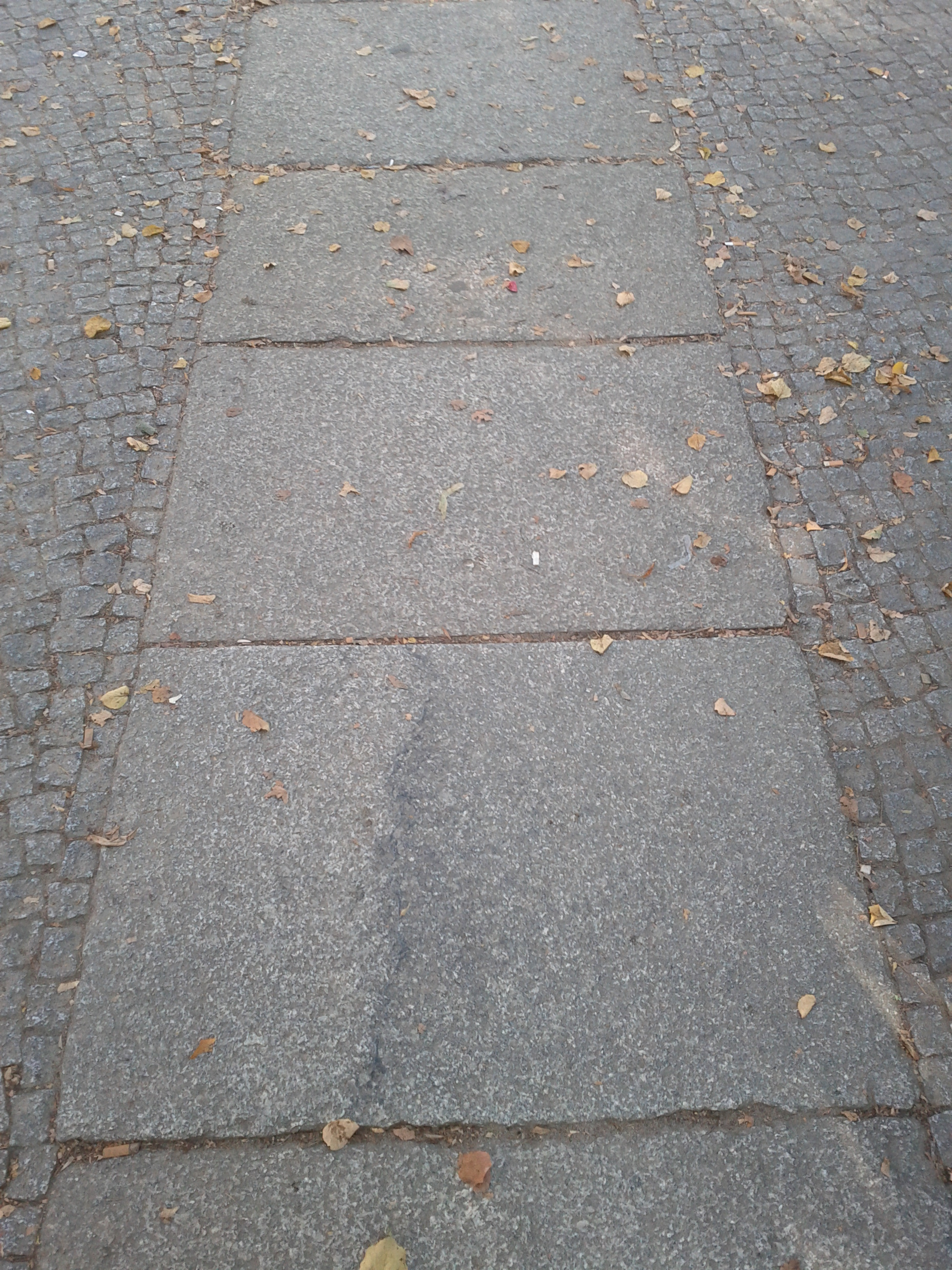
Gehwegplatten aus Granit in 1 m Standardbreite, mit Mosaikpflaster auf beiden Seiten als traditioneller Gehwegbelag in Berlin

Gehwegplatten wurden und werden in Europa als Pflasterung für viele Gehwege verwendet. Meist aus Naturstein oder Beton gefertigt, gibt es sie in unterschiedlichen Formen, in moderner Zeit jedoch vor allem in rechteckigen Abmessungen. Die Plattenstärke kann je nach Verwendungszweck und erwarteter Belastung zwischen etwa 4 und 12 cm differieren.
Bis zum Aufkommen des industriell hergestellten Betons um 1900 befestigte man Gehwege mit Platten aus Natursteinen der jeweiligen Region. In besonderen Fällen, wenn die Umgebung kein geeignetes natürliches Material erbrachte, beschafften die Straßenbauer solche Beläge aus Steinbrüchen in größeren Entfernungen zum Verwendungsort.
Gefragt waren wegen des geringen Bearbeitungsaufwandes Gesteine, die eine gute natürliche Spaltbarkeit aufweisen. Dazu zählen manche Sandsteine, Pläner, Quarzite, Kalksteine, Gneise oder Granite. Viele Schiefer sind weniger geeignet, da ihre gespaltene Oberfläche zumeist sehr glatt ist und deshalb den Platten keine günstige Trittsicherheit verleiht.

Seit der maschinellen Entwicklung in der Natursteinindustrie des 19. Jahrhunderts fallen beim Heraussägen von Natursteintafeln aus Rohblöcken unzählige Krustenplatten an. So werden die Platten genannt, die einseitig die raue Außenseite der Rohblöcke tragen. Im nachfolgenden Arbeitsprozess werden diese vorzugsweise zu Gehwegplatten formatiert. Je nach Art der Gewinnung der Rohblöcke sind deren Außenseiten leicht bauchig gewölbt. Dieser Bauch kommt einer stabilen Lage der Platten in der Tragschicht des Unterbaus entgegen und die Platten werden auch als Schweinebäuche bezeichnet; in Berlin sind sie als „Charlottenburger Platten“ bekannt.
Es werden auch Bewehrungseisen rückseitig in die Platten eingelassen und verklebt bzw. vermörtelt, was das Befahren der Platten mit Lastkraftwagen gestattet. 
Gelegt werden die Platten meist auf Kies oder Splitt, was Staunässe vermeiden soll. Die Fugen werden üblicherweise mit Sand gefüllt, der gegen das Auswaschen zudem mit Kalk, Zement oder Epoxidharz gebunden werden kann.
In Berlin und anderen Städten im ehemaligen Gebiet von Preußen und Ostdeutschlands sind große Gehwegplatten aus Granit auch unter dem Begriff Schweinebauch bekannt.

## Moderner Trend mit Ersatzstoffen
Insbesondere in den 1970er Jahren wurden Gehwegplatten mit Waschbeton im Privatbereich verbaut. An Stelle von Betongehwegplatten werden zunehmend häufiger Asphaltdecken oder aber Betonsteinpflaster verwendet. Allerdings ist der Anteil solcher Betonelemente beim Wegebau in den Ländern sehr unterschiedlich.